# Голоцен

Коливання температури в період голоцену

Палеогеографічна реконструкція басейну Північного моря 9000 років тому, на початку голоцену. Показано Доггерланд

| Система/ Період | Відділ/ Епоха  | Ярус/ Вік      | Вік (млн років) | Вік (млн років) |
| --- | -------------- | -------------- | --------------- | --------------- |
| Антропоген, Q | Голоцен, Q2    | Мегхалейський  | 0               | 0,0042          |
| Антропоген, Q | Голоцен, Q2    | Нортгриппський | 0,0042          | 0,0082          |
| Антропоген, Q | Голоцен, Q2    | Гренландський  | 0,0082          | 0,0117          |
| Антропоген, Q | Плейстоцен, Q1 | Тарантський    | 0,0117          | 0,126           |
| Антропоген, Q | Плейстоцен, Q1 | Тібанський     | 0,126           | 0,781           |
| Антропоген, Q | Плейстоцен, Q1 | Калабрійський  | 0,781           | 1,80            |
| Антропоген, Q | Плейстоцен, Q1 | Гелазький      | 1,80            | 2,58            |
| Неоген, N | Пліоцен, N2    | П'яченцький    | старіше         | старіше         |
| Примітки і коментаріПідрозділи четвертинної системи наведені згідно МКС, станом на 2018 рік. Для голоценових віків і ярусів встановлено датування відносно 2000 року (тобто гренландій розпочався 11,7 тис. років тому, відраховуючи від останнього мілленіуму). Чибаній і Тарантій є неофіційними пропонованими назвами для ярусів середнього і верхнього плейстоцену, відповідно. У Європі та Північній Америці голоцен традиційно поділяється на Пребореальний, Бореальний, Атлантичний, Суббореальний і Субатлантичний періоди за схемою Блітта — Сернандера (англ. Blytt–Sernander). Існує багато локальних систем поділу верхнього плейстоцену. Головними елементами такої переодизації слугують стадії наступу льодовиків (гляціали, льодовикові періоди) та їхнього відступу (інтергляціали, межильодовиків'я). |                |                |                 |                 |
| п о р |                |                |                 |                 |

Голоцен (від грец. ὅλος — весь, цілий; та грец. καινός — новий, недавній) — сучасна (найпізніша) епоха четвертинного періоду, яка охоплює післяльодовиковий час. Почався 11 700 років тому і продовжується досі. Впродовж голоцену суша і моря набули сучасних контурів, склалися географічні зони, сформувалися заплавні тераси річок і торфовища. Є сучасним теплим періодом або MIS 1, і може розглядатися як інтергляціал в сучасній льодовиковій ері.

## Загальний опис
Загальновизнано, що початок голоцену почався близько 12000 років тому, тобто близько 10000 до н.е. Передуюче йому заледеніння має різні назви згідно з історичною традицією цих регіонів: Фрейзерське (на Тихоокеанській Кордильєрі в Північній Америці), Вісконсинське (в центральній частині Північної Америки), Девенсіанське (на Британських островах), Мідлендське (в Ірландії), Вюрмське (в Альпах), Меріданське (у Венесуелі), Віслінське (в північній частині Центральної Європи), Валдайське в Східній Європі і Зирянське в Сибіру, Янкіуе в Чилі, і Отіранське в Новій Зеландії.
Періодизація голоцену на основі схеми Блітта-Сернандера:
- Субатлантичний період 0-2500 років тому
- Суббореальний період 2500-5000 років тому
- Атлантичний період (5000-8000 років тому) — найтепліший і найвологіший період голоцену. Часто називається кліматичним оптимумом голоцену.
- Бореальний і пребореальний періоди 8000-10 300 років тому
- Пізній дріас — раніше 10 300 років тому

Класифікація Блітта-Сернандера кліматичних періодів складалася спочатку з рослинних залишків сфагнуму (Sphagnum), наразі представляє чисто історичний інтерес. Схема була визначена для Півночі Європи, а зміни клімату торкнулися всієї Земної кулі.
Палеонтологи виходили не зі змін фауни голоцену. А з періодів людського технологічного розвитку, таких як мезоліт, неоліт та бронзова доба. Тим не менше, терміни, на які посилаються ці умови, залежать від часу появи цих технологій в різних частинах світу.
Кліматично голоцен може бути порівну розподілено на Голоценовий кліматичний оптимум і Неогляціал; межа збігається з початком бронзової доби в європейській цивілізації. На думку деяких учених, третій етап, антропоцен, почався в 18 столітті.
Міжнародною комісією зі стратиграфії (International Commission on Stratigraphy) у 2018 р. виділена Мейгалейська доба (англ. Meghalayan) — верхня підсерія голоцену, яка охоплює останні 4200 років голоцену.
Більш ранні етапи Голоцену отримали назву Північногріппський (почався 8300 років тому) і Гренландський (почався 11700 років тому).

## Геологія
З початку голоцену континенти зрушилися менше ніж на кілометр, бо пройшло надто мало часу. Тим не менше, через танення льодовиків збільшився рівень світового океану приблизно на 35 м на початку голоцену. Крім того, багато теренів вище приблизно 40 градусу північної широти були пригнічені вагою льодовиків і піднялися до 180 м над рівнем пізнього плейстоцену і голоцену, і вони продовжують здійматися сьогодні.
Підвищення рівня моря і тимчасова депресія землі дозволили тимчасовому морському вторгненню в райони, які були далеко від моря. Морські скам'янілості голоцену відомі у Вермонті, Квебеці, Онтаріо та Мічигані. Інші відкладення чи тимчасові морські вторгнення пов'язані з льодовиковими депресіями на високих широтах, голоценові копалини знаходяться в основному на дні озер, заплавах, і печерних відкладеннях. Голоценові морські відкладення у низьких широтах вздовж узбережжя — рідкісні, через їх знищення підвищенням рівня океану.
Післяльодовиковий відскок в Скандинавському регіоні призвів до утворення Балтійського моря. Регіон продовжує здійматись, це як і раніше викликає слабкі землетруси по всій Північній Європі. Еквівалентні події в Північній Америці — відскок Гудзонової затоки, наразі вона є залишком великого, відразу ж після закінчення льодовикового етапу, моря Тирелла.

## Клімат
Клімат був досить стабільним протягом голоцену. Керни льоду показують, що на початку голоцену відбулося глобальне потепління у період після закінчення останнього льодовикового періоду і охолодження на початку пізнього дріасу, але зміна клімату стала більш регіональною. При переході від останнього льодовикового періоду до голоцену, холодний реверс Хельмо-Маскарді в Південній півкулі почався до пізнього дріасу, а найтепліший період відбувся 11 000 — 7 000 років тому.
Голоценовий кліматичний оптимум був періодом потепління. Але період потепління розповсюдився, ймовірно, не рівномірно по всьому світу. Цей період закінчився близько 5 500 років тому, коли ранні людські цивілізації в Азії та Африці були процвітаючими. Цей період закінчився переходом у неогляціал. В цей час клімат не мав різниці з сьогоденним, але у 10 — 14 століттях відбулося невелике потепління відоме як Середньовічний кліматичний оптимум. Після цього відбувся малий льодовиковий період, починаючи з 13 або 14 століття до середини 19 століття, який був періодом значного охолодження, хоча і не скрізь настільки сильним, як попередній раз протягом неогляціалу.
Потепління голоцену є міжльодовиковим періодом, і немає підстав вважати, що воно являє собою постійний кінець поточної льодовикової ери. Проте нинішнє глобальне потепління може призвести до більшого потепління Землі, ніж під час Ейміанівського етапу, який досяг свого піку приблизно 125 000 років тому і було тепліше, ніж в голоцені. Цей прогноз іноді називають супер-інтергляціал.
У порівнянні з льодовиковими умовами, житлова зона розширилася на північ, досягши своєї північної точки в ході голоценового кліматичного оптимуму. Велика вологість в полярних регіонах викликала зникнення степотундри (за іншими класифікаціями — «тундростепу»).

## Екологічні події
Тваринний та рослинний світ не встиг значно еволюціонувати за порівняно короткий період голоцену, але мали місце значні зрушення у ареалах рослин і тварин. Низка великих тварин, включаючи мамутів і мастодонтів, саблезубих котів, на кшталт Smilodon й Homotherium, і велетенських лінивців, зникли в кінці плейстоцену і початку голоцену, особливо в Північній Америці, де тварини, які вижили в інших країнах (в тому числі коні і верблюди), вимерли.
Це зникнення американської мегафауни було пояснено прибуттям до Америки предків американських індіанців. Більшість учених стверджують, що зникненню також сприяли кліматичні зміни, а також падіння комети на Північну Америку, яка теоретично мала викликати початок раннього дріасу.
8 200 років тому відбулося різке похолодання, яке позначилося як негативна зміна δ18O протягом 400 років, є найвідомішою кліматичною подією, що відбулися в епоху голоцену, і, можливо, ознаменувала собою відновлення крижаного покриву.
Вважається, що ця подія була викликана проривом льодовикового озера Агассис, через що відбулося порушення термохалінної циркуляції Атлантики.